# Сплаттерпанк

Антология Extreme Horror — Splatter punks, 1990, составитель Пол М. Сэммон. Книга закрепила термин в литературоведении. Впоследствии были подготовлены ещё несколько антологий-продолжений.

Сплаттерпанк (англ. Splatterpunk, от splatter — «брызги» и punk) — литературно-кинематографический жанр, оформившийся в 1980-х годах. Изначально жанр литературы ужасов, где подчёркнутая гротескная фантазия соседствует с натуралистическими сценами кровавого насилия. Впоследствии термин распространился на смежные виды искусства. Также употребляется равнозначный термин «экстремальный хоррор» (extreme horror). Среди родоначальников называются такие имена, как Ричард Лаймон и Клайв Баркер. Авторство термина приписывают писателю Дэвид Дж. Шоу.

## Художественные особенности
Недостаточно увидеть тень за дверью – люди желают видеть, кто/что отбрасывает тень, как оно выглядит и как оно разваливается на частиДэвид Дж. Шоу
1. Ричард Лаймон, «Подвал» (The Cellar)
2. С. П. Сомтоу «Вампирский узел» (Vampire Junction)
3. Рэй Гартон, Darklings
4. Джон Скипп и Крэйг Спектор, The Light at the End, The Bridge
5. Рекс Миллер, «Грязь» (Slob)
6. Джо Р. Лансдейл, The Nightrunners, By Bizarre Hands
7. Дэвид Дж. Шоу, Silver Scream (составитель), The Kill Riff, Seeing Red, The Shaft
8. Нэнси Коллинз, «Ночью в черных очках» (Sunglasses after Dark)
9. Брет Истон Эллис, «Американский психопат»
10. Кэт Коджа, The Cipher
11. Поппи З. Брайт, «Потерянные души»
12. Ричард Кристиан Мэтисон, Created by
13. Произведения Клайва Баркера

Дэвид Дж. Шоу порой использовал определение splatterpunk в ироничном контексте для характеристики произведений жанра хоррор, который можно было описать как «гиперинтенсивный хоррор без границ». Такие произведения отличались сверхреалистичными и натуралистичными сценами насилия, мрачной и гнетущей атмосферой, гротеском, нарушением канонов и стереотипов (литературных и социальных) и обращением к табуированной тематике. Исследователи жанра видят в этом сходство с мотивами, которыми руководствовались авторы «новой волны» научной фантастики и «крутой школы» детектива. Особенно выделяют «Книги крови» Клайва Баркера, которые нельзя было отнести к привычным триллеру, саспенсу и хоррору.
Действие произведений происходит, преимущественно, в современном мире, в декорациях больших городов. Персонажи описаны бегло, временами откровенно схематично. Как правило, это маргиналы, социопаты или просто злодеи. Большинство произведений мистические или фэнтезийные, многие повествуют о «подвигах» маньяков. Смерть, насилие, ужасы подчёркнуто отвратительны и носят фетишизированный характер.
Среди предшественников направления обычно называют Уильяма Берроуза и Харлана Эллисона. К прото-сплаттерпанку относят произведения Ричарда Лаймона и, конкретно, рассказ Майкла Ши, «Вскрытие». Элементы жанра встречаются у авторов «кислотного мейнстрима» Брета Истона Эллиса, Чака Паланика, Рю Мураками и Ирвина Уэлша.

## Яркие представители

### Кинематограф
Хостел, Лихорадка, Человеческая многоножка, Восставший из ада, Полуночный экспресс, Пила, Убийца Ити, У холмов есть глаза, Эвиленко, Женщина с разрезанным ртом, Рипо! Генетическая опера, Жесть, Техасская резня бензопилой, Хэллоуин и другие

### Комиксы
Hack/Slash, Crossed, Walking Dead и другие

### Видеоигры
Clive Barker’s Undying, Clive Barker’s Jericho, Splatterhouse, Manhunt, Friday the 13th: The Game. Яркой деталью видеоигр, по духу относящихся к сплаттерпанку, стал характерный приём Fatality в серии игр Mortal Kombat.

### Живопись
Работы Сьюзан Блак, многие из которых использованы в оформлении книг издательства Deadite Press, специализирующегося на жанре.

### Комментарии
1. ↑  Особенно роман «Американский психопат», полный сцен гротескного насилия[11].
2. ↑  Например роман «Снафф»[11].
3. ↑  Например, роман «Мисо-суп» о серийном убийце в предновогоднем Токио[11].
4. ↑  См. главу «Дурная кровь» в романе «На игле»[11].